# Sara Hendriks
Sara Frederica Reedeker-Hendriks (Oosterbeek, 28 juni 1846 – Naarden, 25 maart 1925) was een Nederlands schilder en tekenaar. Ze signeerde haar werk als Sara Hendriks.

## Leven en werk
Hendriks was een dochter van de landschapsschilder Frederik Hendrik Hendriks (1808-1865) en Hendrica Wilhelmina de Gaai Fortman. Ze kreeg schilderlessen van haar vader en Carl Ferdinand Sohn, hoogleraar aan de Staatliche Kunstakademie in Düsseldorf. Ze schilderde stillevens, met bloemen, vissen en vruchten, figuurvoorstellingen en portretten in de trant van de 17e-eeuwse meesters. Ze woonde vanaf 1874 in Utrecht, waar ze lid werd van het Utrechts Genootschap Kunstliefde. Ze woonde korte perioden in Den Haag en Arnhem en vestigde zich in 1897 in Amsterdam. Ze exposeerde onder andere bij de Exposition générale des Beaux Arts (1881) in Brussel en een aantal malen bij de tentoonstellingen van Levende Meesters in Amsterdam.
Hendriks trouwde in 1899, op 53-jarige leeftijd, in Amsterdam met de makelaar Wolter Gerrit Reedeker (1855-1931). Het echtpaar woonde in Amsterdam (1897-1911), Bussum en vanaf 1913 in Naarden. Hendriks overleed in 1925, op 78-jarige leeftijd.
Haar werk is opgenomen in de collecties van onder meer het Gemeentemuseum Den Haag en het Rijksmuseum Amsterdam. Het RKD bezit een foto die zij maakte van de schilder Jozef Israëls (1899). In 1996 richtte Gerrit Komrij in het Stedelijk Museum Amsterdam de tentoonstelling Kijken is bekeken worden in, waarvoor hij ook werk van Hendriks uitkoos.